# Macintosh LC számítógépek
A Macintosh LC számítógépek az Apple Inc. által tervezett, gyártott, 1990 és 1997 között értékesített számítógépek egy csoportja. Az LC az alacsony költség és színes kijelző (low-cost, color) rövidítése. Az asztali személyi számítógép család tizenegy gépből áll: LC, LC II, LC III, LC 520, LC III+, TV, LC 550, LC 575, LC 580, LC 475, LC 630. Az LC, LC II, LC III, LC III+, LC 475 és LC 630 kijelző nélküli számítógép, a TV, 520, 550, 575 és 580 kijelzővel egybeépített modell volt. Az alacsonyabb árú Macintosh számítógépek új hullámának részeként bevezetett LC család ugyanazt az általános teljesítményt kínálta, mint a Macintosh II család, csak fele áron.

## Történet

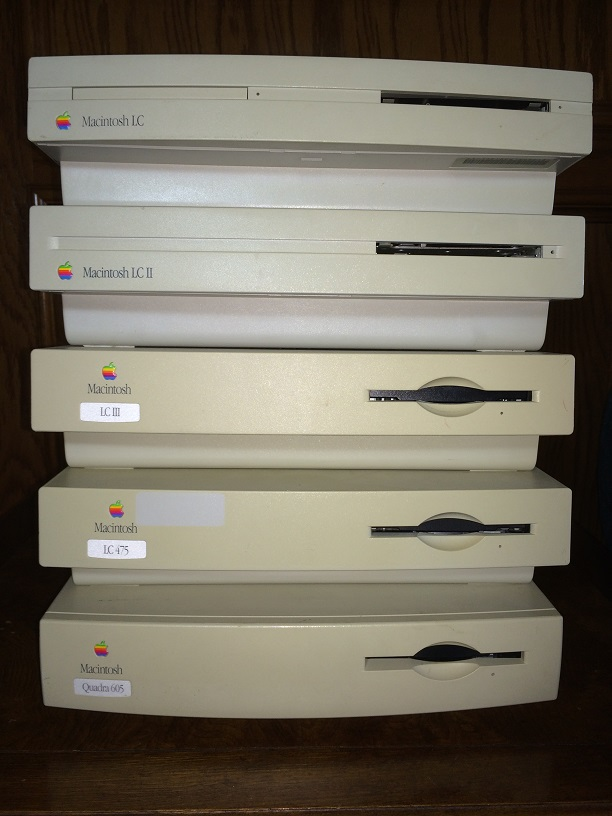
Az LC, II, III, 475, és a Quadra 605 szemből

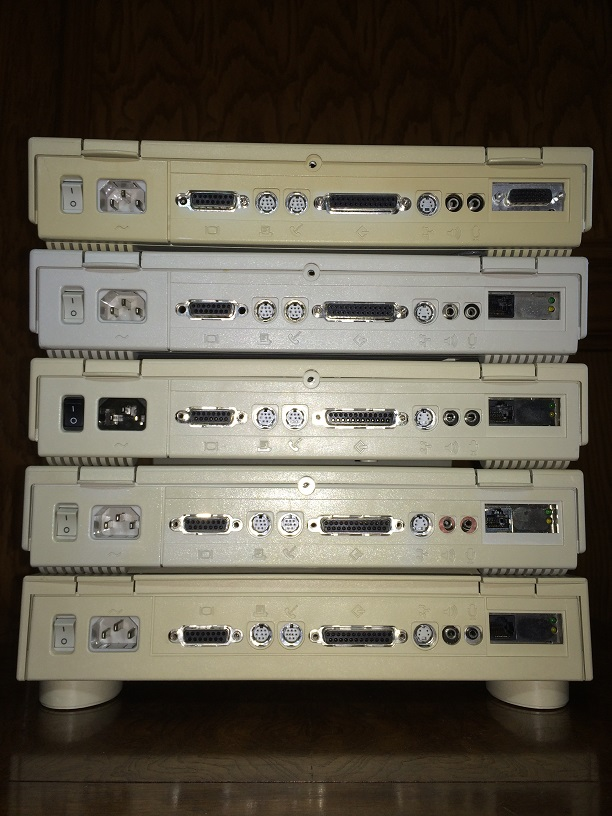
Az LC, II, III, 475, és a Quadra 605 hátoldala

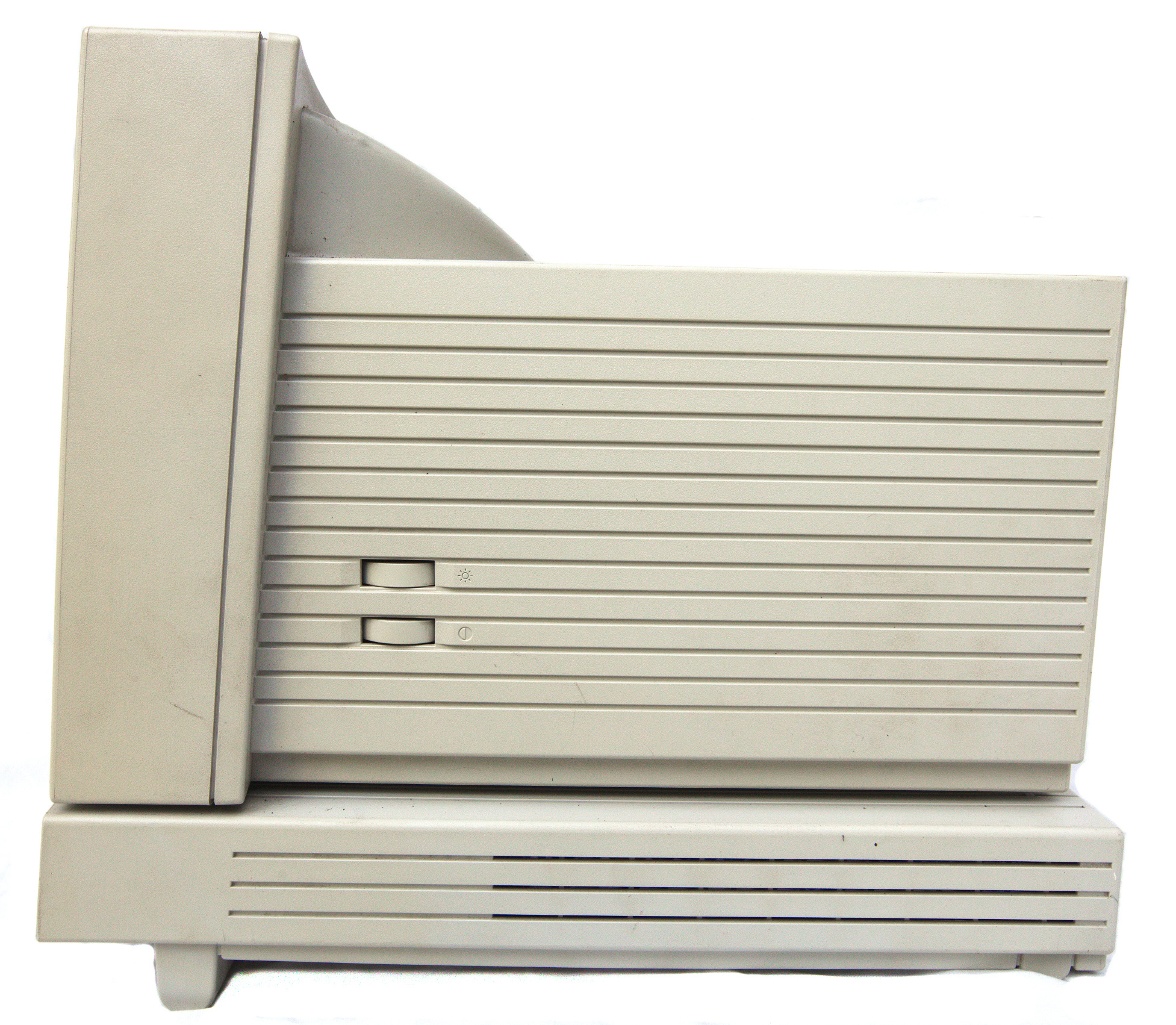
Macintosh LC II oldalról

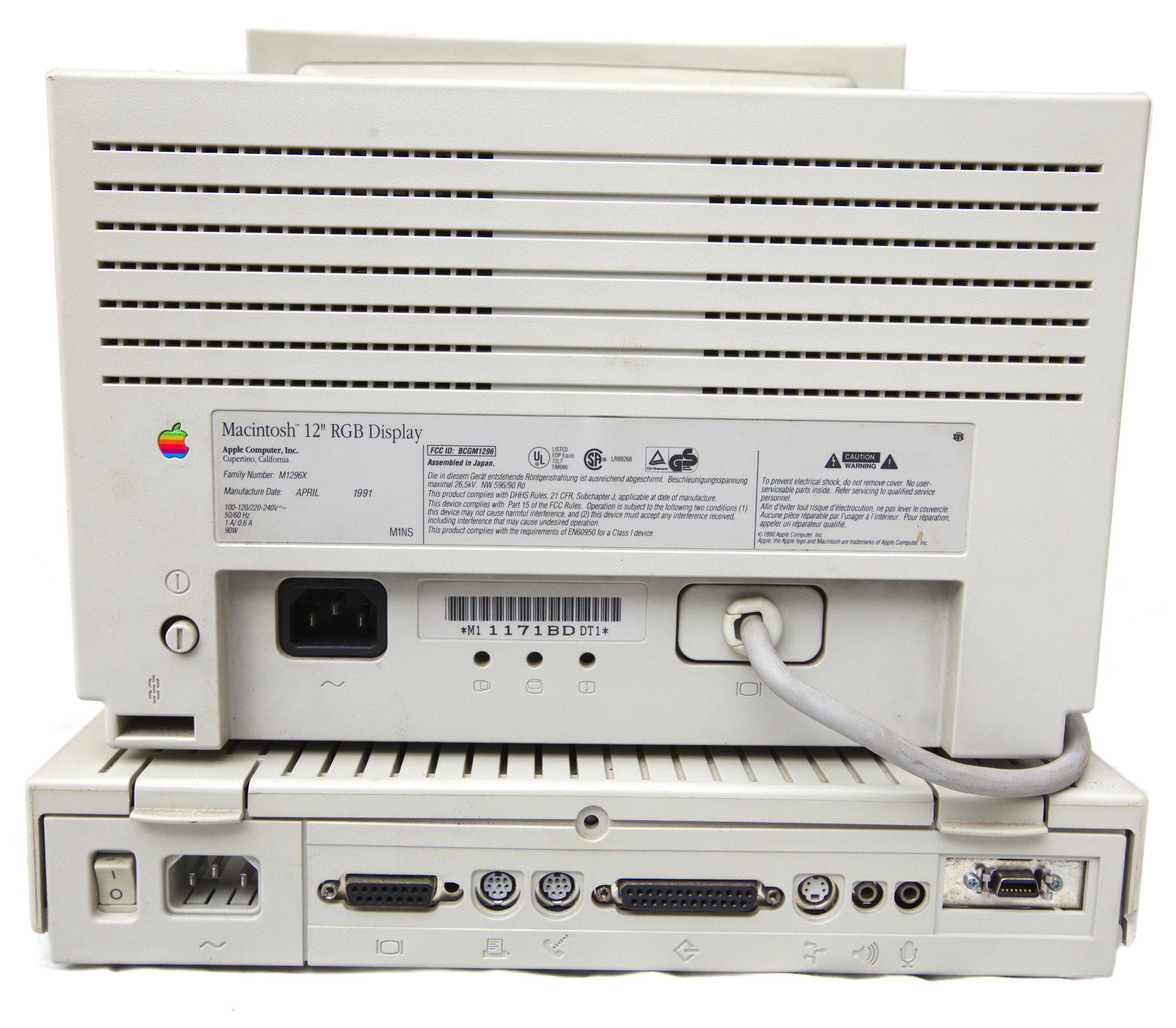
A Macintosh LC II hátoldala

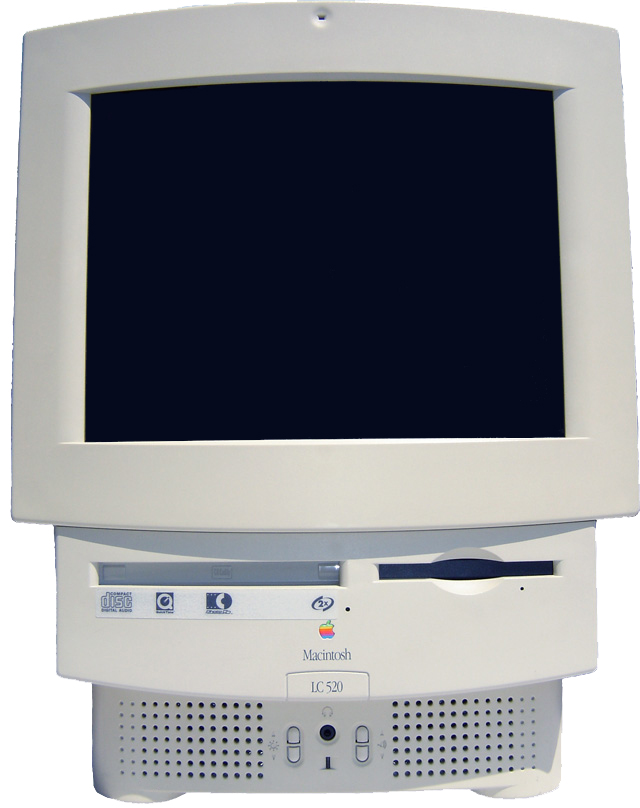
A Macintosh LC 520

Miután az Apple társalapítója, Steve Jobs 1985-ben elhagyta a céget, a fejlesztés irányítását Jean-Louis Gassée, az Apple korábbi franciaországi vezetője vette át. Gassée következetesen a moduláris és a magasabb árú gépek felé irányította az Apple-t. Azzal érvelt, hogy az Apple ne forgalmazza számítógépeit az alacsony kategóriájú piaci szegmensben, hanem a magasabb szegmensben és így magasabb az elérhető profit. A koncepciót egy olyan grafikon segítségével illusztrálta, amely a bal alsó sarokban alacsony teljesítményű, olcsó gépek, a jobb felső sarokban pedig a nagy teljesítményű, magas árú gépek ár/teljesítmény arányát mutatja. A „magasjobboldal“ mantrává vált a felső vezetés körében. Az „ötvenöt vagy meghalsz“ szólással utaltak Gassée 55 százalékos haszonkulcs célkitűzésére.
Ez a politika egyre drágább számítógépekhez vezetett a vállalaton belüli heves ellenkezések ellenére. A Claris csoport elindított egy alacsony kategóriás Mac-projektet, amelyet Gassée leállított. Az Apple két mérnöke, az Apple volt tervezési vezetője H. L. Cheung és Paul Baker titokban dolgozott egy színes kijelzőjű Macintosh prototípuson, amelyet „Spin”-nek neveztek. A cél alacsony bekerülési költségű számítógépet állítsanak elő, mint amilyen az Apple II volt. A gép tulajdonképpen egy kisebb Macintosh II lenne, beépített videóval, NuBus-bővítés nélkül, és egy hozzáillő RGB-monitorral, hasonlóan az előző évben bemutatott Apple IIGS-hez. A projekt a fejlesztés során irányt váltott. A vezetés új elvárása szerint a gépnek az akkor szintén fejlesztés alatt álló Macintosh IIci-hez hasonló videóképességekkel és számítási teljesítménnyel kell rendelkeznie. 1989 elején a prototípust bemutatták az Apple vezetőinek, akiknek tetszett a projekt, de úgy érezték, hogy nem különbözik eléggé a meglévő modellektől, ezért a projektet leállították.
Ugyanakkor John Sculley, az Apple vezérigazgatója a nyilvánosság előtt folyamatosan magyarázkodni kényszerült a csökkenő eladások miatt, ami nagyrészt az olcsó Macintosh számítógép hiánya okozott. A sajtónak és a befektetőknek tett ígéretei közepette, miszerint egy új, alacsony költségű Macintosh készül, újjáélesztette a Spin projektet azzal a céllal, hogy a lehető legalacsonyabb árú Macintosh-t hozza létre. Gassée utasította a fejlesztőket, hogy a kijelző színességéből ne engedjenek. A terméket új kódnevet kapott: innentől  „Elsie” volt. Az Elsie kiejtve megfelel az „LC” rövidítésnek, amely most már az olcsó (L: low-cost) és színes (C: colour) rövidítése volt. Az Elsie prototípusa ezen a ponton az Apple IIc-hez hasonlított. Az ár alacsonyan tartása érdekében az Apple csökkentette a teljesítményt és a funkciókat, és áttervezte az alkatrészeket, hogy olcsóbbak legyenek. Például az IIsi-n és a Classicon található külső floppy csatlakozót kivették az LC-ből, mert így pár dollárt spóroltak a csatlakozón. A fejlesztést megakasztotta, hogy ugyan a gép olcsó volt, de nem volt jó, mert a 68000-es CPU nem volt elég erős ahhoz, hogy elfogadható teljesítménnyel jelenítse meg a színes grafikát.
1989 áprilisában úgy döntöttek, hogy az Elsie projektet három irányra osztják fel. Külön fejlesztették a Motorola 68030-ra épülő Macintosh IIsi-t, a fekete-fehér kijelzőjű Macintosh Classic-ot, és az 68020 alapú LC-t.
A Macintosh LC a Macintosh Classic (a régebbi Macintosh Plus újracsomagolása) és a Macintosh IIsi (a Macintosh II sorozat új belépő szintű gépe) mellett jelent meg a piacon. Az alacsony árú színes Macintosh iránti kereslet miatt az LC kelendő volt. 1992-ben az eredeti Macintosh LC-t az LC II váltotta fel. A frissített gépben a 68020-as processzort 68030-ra cserélték, és a memóriát 4 MB-ra növelték, hogy jobban fusson a System 7 operációs rendszer. Azonban megtartották az LC 16 bites rendszerbuszát és 10 MB RAM-korlátját, így a teljesítménye nagyjából megegyezett a korábbi modellével. Ennek ellenére az új modellt még az LC-nél is kelendőbb volt. Bár eleinte a Classic népszerűbb volt, 1992 májusára az LC (560 000 eladott példány) túlszárnyalta a Classicot (1,2 millió eladott példány). Az LC-k több mint felét otthonokban és iskolákban használták, Az Apple visszaszerezte az olcsó pécék miatt elvesztett oktatási piac részesedést.
1993 közepén az Apple bemutatta a Macintosh LC 520-at, amely egyesítette a kompakt Macintosh család által népőszerűvé tett egy-az-egyben formát – a ház egybefoglalta a gépet és a kijelzőt – az LC III technológiájával. Ez a gép lett az Apple számára fontos oktatási piacára szánt Macintosh, beépített 14 inches CRT-kijelzővel, CD-ROM-meghajtóval és sztereó hangszórókkal. A ház hasonlított a nemrégiben bemutatott Macintosh Color Classic-hoz, de a gép nagyobb mérete miatt lényegesen nehezebb volt.
A következő két évben négy LC 500-as sorozatú modell jelent meg, az 520, 550, 575 és 580. Az LC modellek nagyon népszerűvé váltak az iskolákban kis helyigényük, kábelezésük (a géppel egy házban levő kijelzőhöz nem kellett külön táp-kábel és nem volt gép–kijelző közötti kábel sem) és tartósságuk miatt. Az Apple emellett bemutatta a Macintosh TV-t is, az LC 520 egy változatát, amely  fekete színű házat kapott, és TV tuner kártyát használt – ez volt az Apple első kísérlete a számítógép és televízió ötvözésére.
Az LC számítógépek után is mutatott be olyan számítógépeket az Apple, amelyek nevében szerepelt az LC betűszó, ez jelentette, hogy az adott gépet az oktatási piacra szánják. Ilyen gép volt például a Power Macintosh 5200 LC (1995. április) vagy a Power Macintosh 5300 LC (1995. augusztus). Ellentétben a szócikk tárgyát képező modellekkel, amelyeknél a modellszám elé került az "LC", a Power Macintoshoknál az "LC"-t a gép nevének végéhez fűzték.

### Performa
Az Apple néha nem túl következetes számítógép elnevezését megbolondította a nem túl következetes számítógép tervezése – lásd az LC megszületésének fenti történetét. 1993-ban az Apple úgy döntött, hogy követi azt az iparági trendet, hogy  megcélzott ügyfél-csoportonként eltérő nevet ad termékcsaládjainak. A Quadra lett az üzleti, az LC az oktatási és Performa otthoni piac számára szánt Macintoshok neve. A Performa márka újra használta az Apple Quadra, Centris, LC, Classic és Power Macintosh családjainak modelljeit, amelyek típusszámai a mellékelt szoftvercsomagokat vagy merevlemez-méreteket jelölte. Egy példa: az LC II-ből lett a Performa 400, 405, 410 és 430. Míg a nem Performa Macintosh számítógépeket az Apple hivatalos viszonteladói, a Performát nagy üzletek és kiskereskedelmi láncok – Good Guys, Circuit City és a Sears – értékesítették. Az elnevezéseket tovább bonyolította, hogy egyes gépeket csak adott földrajzi piacon – Egyesült Államokon belül, Japánban, Európában – mutattak be, néha egyedi elnevezéssel.

## A Macintosh LC számítógépek műszaki adatai
A táblázat nem tartalmazza az összes műszaki paramétert. Az egyes modelleknél a bemutatáskor érvényes adatokat soroljuk fel, a későbbi frissítéseket nem. Az eszköz technikai paraméterei a MacTracker alkalmazásból származnak.
| Gép nevebemutatva kivezetve           | Méretmagasság szélesség mélység súlySzín | Processzorprocesszor órajel, mag L1 és L2 cache társprocesszor | Háttértármerevlemezkülső adathordozó | Eredeti operációs rendszer | Memóriaalap max. @sebességhely | Kijelzőmérete felbontása | Grafikakártyamemória kimenet | CsatlakozókEthernet, ADB, soros, SCSI, párhuzamos, FDD, kijelző, hang be/ki, belső mikrofon, hangszóró                                             | Bővíthetőségkártyahelybelső öbölkülső csatlakozó |
| ------------------------------------- | ---------------------------------------- | -------------------------------------------------------------- | ------------------------------------ | -------------------------- | ------------------------------ | ------------------------ | ---------------------------- | --- | ------------------------------------------------ |
| LC1990. okt. 15. 1992. márc. 23.      | 740 mm 310 mm 389 mm 4 kg bézs           | Motorola 68020 @16 MHz és 1 mag L1 0,25kB,                     | 40MB HDD 1,44 floppy                 | System 6.0.6               | 2MB max: 10MB @100ns2 hely     | nincs kijelző            | 256kB 1 DB–15                | * 1 ADB * 2 soros * 1 D–25 (SCSI) * 1 DB–19 külső FDD * 1 3,5 jack audió be * 1 3,5 jack audió ki * beépített hangszóró                            | * 1 LC PDS* SCSI (külső)                         |
| LC II1992. márc. 23. 1993. márc. 15.  | 740 mm 310 mm 389 mm 4 kg bézs           | Motorola 68030 @16 MHz és 1 mag L1 0,5kB,                      | 40MB HDD 1,44 floppy                 | System 7.0.1               | 2MB max: 10MB @100ns2 hely     | nincs kijelző            | 256kB 1 DB–15                | * 1 ADB * 2 soros * 1 D–25 (SCSI) * 1 DB-15 (külső monitor) * 1 3,5 jack audió be * 1 3,5 jack audió ki * beépített hangszóró                      | * 1 LC PDS* SCSI (külső)                         |
| LC III1993. febr. 10. 1994. febr. 14. | 74 mm 310 mm 389 mm 4 kg bézs            | Motorola 68030 @25 MHz és 1 mag L1 0,5kB,                      | 40MB HDD 1,44 floppy                 | System 7.1                 | 4MB max: 36MB @80ns1 hely      | nincs kijelző            | 512kB 1 DB–15                | * 1 ADB * 2 soros * 1 D–25 (SCSI) * 1 DB-15 (külső monitor) * 1 3,5 jack audió be * 1 3,5 jack audió ki * beépített hangszóró                      | * 1 LC III PDS* SCSI (külső)                     |
| LC 5201993. jún. 28. 1994. febr. 2.   | 455 mm 343 mm 419 mm 18,4 kg bézs        | Motorola 68030 @25 MHz és 1 mag L1 0,5kB,                      | 80MB HDD 2xCD-ROM 1,44 floppy        | System 7.1                 | 4MB max: 36MB @80ns1 hely      | 14 inch 640x480 képpont  | 512kB 1 DB–15                | * 2 ADB * 2 soros * 1 D–25 (SCSI) * 1 DB-15 (külső monitor) * 1 3,5 jack audió be * beépített mikrofon * 1 3,5 jack audió ki * beépített hangszóró | * 1 LC PDS* SCSI (külső)                         |
| LC III+1993. okt. 18. 1994. febr. 14. | 74 mm 310 mm 389 mm 4 kg bézs            | Motorola 68030 @33 MHz és 1 mag L1 0,5kB,                      | 80MB HDD 1,44 floppy                 | System 7.0.1               | 4MB max: 36MB @80ns1 hely      | nincs kijelző            | 512kB 1 DB–15                | * 1 ADB * 2 soros * 1 D–25 (SCSI) * 1 DB-15 (külső monitor) * 1 3,5 jack audió be * 1 3,5 jack audió ki * beépített hangszóró                      | * 1 LC III PDS* SCSI (külső)                     |
| LC 4751994. nov. 3. 1996. márc. 2.    | 74 mm 310 mm 389 mm 4 kg bézs            | Motorola 68LC040 @25 MHz és 1 mag L1 8kB,                      | 80MB HDD 1,44 floppy                 | System 7.1                 | 4MB max: 132MB @80ns1 hely     | nincs kijelző            | 512kB 1 DB–15                | * 1 ADB * 2 soros * 1 D–25 (SCSI) * 1 DB-15 (külső monitor) * 1 3,5 jack audió be * 1 3,5 jack audió ki * beépített hangszóró                      | * 1 LC III PDS* SCSI (külső)                     |
| TV1993. okt. 25. 1994. febr. 10.      | 455 mm 343 mm 419 mm 18,4 kg fekete      | Motorola 68030 @32 MHz és 1 mag L1 0,5kB,                      | 160MB HDD 2xCD-ROM 1,44 floppy       | Mac OS 7.6.1               | 4MB max: 8MB @100ns1 hely      | 14 inch 640x480 képpont  | 512kB                        | * 2 ADB * 2 soros * 1 D–25 (SCSI) * 1 3,5 jack audió be * beépített mikrofon * 1 3,5 jack audió ki * beépített hangszóró                           | * SCSI (külső)                                   |
| LC 5501994. febr. 2. 1995. márc. 23.  | 455 mm 343 mm 419 mm 18,5 kg bézs        | Motorola 68030 @33 MHz és 1 mag L1 0,5kB,                      | 80MB HDD 2xCD-ROM 1,44 floppy        | System 7.1                 | 4MB max: 36MB @80ns1 hely      | 14 inch 640x480 képpont  | 512kB 1 DB–15                | * 2 ADB * 2 soros * 1 D–25 (SCSI) * 1 3,5 jack audió be * beépített mikrofon * 1 3,5 jack audió ki * beépített hangszóró                           | * 1 LC PDS* SCSI (külső)                         |
| LC 5751994. nov. 3. 1996. márc. 2.    | 455 mm 343 mm 419 mm 18,3 kg bézs        | Motorola 68LC040 @33 MHz és 1 mag L1 8kB,                      | 80MB HDD 2xCD-ROM 1,44 floppy        | System 7.1                 | 4MB max: 68MB @80ns1 hely      | 14 inch 640x480 képpont  | 512kB 1 DB–15                | * 2 ADB * 2 soros * 1 DB-15 (külső monitor) * 1 3,5 jack audió be * beépített mikrofon * 1 3,5 jack audió ki * beépített hangszóró                 | * 1 LC PDS * 1 Comm* SCSI (külső)                |
| LC 6301994. nov. 3. 1996. márc. 2.    | 109 mm 320 mm 419 mm 8,6 kg bézs         | Motorola 68LC040 @33 MHz és 1 mag L1 8kB,                      | 250MB HDD                            | System 7.1.2 Pro           | 4MB max: 36MB @80ns1 hely      | nincs kijelző            | 1MB 1 DB–15                  | * 1 ADB * 2 soros * 1 D–25 (SCSI) * 1 DB-15 (külső monitor) * 1 3,5 jack audió be * 1 3,5 jack audió ki * beépített hangszóró                      | * 1 LC PDS * 1 Comm* IDE (külső)                 |
| LC 5801995. ápr. 3. 1996. márc. 2.    | 455 mm 343 mm 419 mm 18,4 kg bézs        | Motorola 68LC040 @33 MHz és 1 mag L1 8kB,                      | 500MB HDD 2xCD-ROM 1,44 floppy       | System 7.5                 | 4MB max: 52MB @80ns2 hely      | 14 inch 640x480 képpont  | 1MB                          | * 1 ADB * 2 soros * 1 D–25 (SCSI) * 1 3,5 jack audió be * beépített mikrofon * 1 3,5 jack audió ki * beépített hangszóró                           | * 1 LC PDS * 1 Comm* IDE (külső)                 |

## A Macintosh LC számítógépek az időben
| A Macintosh LC számítógépek idővonalon |
| --- |
| A színek kezdete a bemutató időpontja, a forgalmazás több esetben is hónapokkal később kezdődött. Megeshet, hogy egy csík végét kitakarja egy másik csík eleje. Előfordul, hogy a gyártás befejezését követően még egy ideig forgalomban marad a gép adott verziója. |